# 川邊站
川邊站（日语：／ Kawabe eki */?）是位於秋田縣由利本莊市矢島町川邊，屬於由利高原鐵道的鳥海山麓線車站。

## 歷史
- 1938年（昭和13年）10月21日：鐵道省（國鐵）矢島線羽後川邊站啟用，當時位於由利郡（日语：由利郡）矢島町[1]。
- 1961年（昭和36年）6月20日：結束貨物起卸業務[3]。
- 1962年（昭和37年）：成為業務委託車站[4][5]。
- 1971年（昭和46年）10月1日：成為無人車站[2]。
- 1985年（昭和60年）10月1日：由利高原鐵道接管矢島線，成為由利高原鐵道鳥海山麓線車站。同時改名為川邊站。

## 車站構造
此站是地面車站，設有1面1線的單式月台。此站是無人車站。

## 使用狀況
| 1日上落車人次 | 1日上落車人次 |
| 年度          | 1日平均人次   |
| ------------- | ------------- |
| 2011年        | 91            |
| 2012年        | 83            |
| 2013年        | 81            |
| 2014年        | 83            |
| 2015年        | 62            |
| 2016年        | 59            |
| 2017年        | 53            |
| 2018年        | 40            |

## 車站周邊
- 子吉川（日语：子吉川）
- 國道108號
- 羽後交通川邊站前巴士站

## 相鄰車站
由利高原鐵道
鳥海山麓線
吉澤－川邊－矢島

## 注腳
1. 1 2  「鐵道省告示第262号」『官報』1938年10月11日（國立國會圖書館數碼化資料）
2. 1 2 3  “陳情攻勢で“無人化”が後退 秋鉄局 日中だけ駅員配置 ただし本年度いっぱい” 秋田魁新報 (秋田魁新報社): p12. (1971年9月29日 朝刊)
3. ↑  “貨物取り扱いやめる 薬師堂、子吉、羽後川辺の三駅 きょうから” 秋田魁新報 (秋田魁新報社): p7. (1961年6月20日 朝刊)
4. ↑  “東北初の業務委託駅 秋鉄局 薬師堂など四駅を” 秋田魁新報 (秋田魁新報社): p3. (1962年6月1日 夕刊)
5. ↑  “業務委託駅に 子吉駅など五つ 秋鉄 来年四月から実施” 秋田魁新報 (秋田魁新報社): p5. (1964年10月17日 夕刊)
6. ↑  国土数値情報(駅別乗降客数データ)2011-2015年  （页面存档备份，存于）（日語） - 國土交通省，2020年8月30日參閲
7. ↑  国土数値情報(駅別乗降客数データ)  （页面存档备份，存于）（日語） - 國土交通省，2020年9月12日參閲

## 外部連結
- 川邊站 （页面存档备份，存于）（日語）（各站資訊） - 由利高原鐵道